# نوآ سایرس
نوآ لندزی سایرس (زاده ۸ ژانویه ۲۰۰۰) خواننده، ترانه‌نویس و هنرپیشه اهل ایالات متحده آمریکا است. او خواهر مایلی سایرس و کوچک‌ترین دختر خواننده سبک کانتری، بیلی ری سایرس است.
نوآ در دوران کودکی تا اوایل نوجوانی به اسب سواری حرفه ای می‌پرداخت و مدال‌هایی در این زمینه کسب کرده‌است. او و بلا حدید معلم خصوصی مشترک اسب سواری داشتند. نوآ از سال ۲۰۱۵ حرفه موسیقی را به‌طور رسمی و حرفه ای شروع کرد. در سال ۲۰۱۶ او تک آهنگ Make me cry را به همراهی خواننده بریتانیایی لَبریِنث منتشر کرد. موزیک ویدیو این آهنگ بیش از ۱۰۰ میلیون بازدید دارد. در سال ۲۰۱۷ نام او در لیست ۳۰ نوجوان پرنفوذ دنیا از سوی تایم قرار گرفت.